# Roberto Regazzi

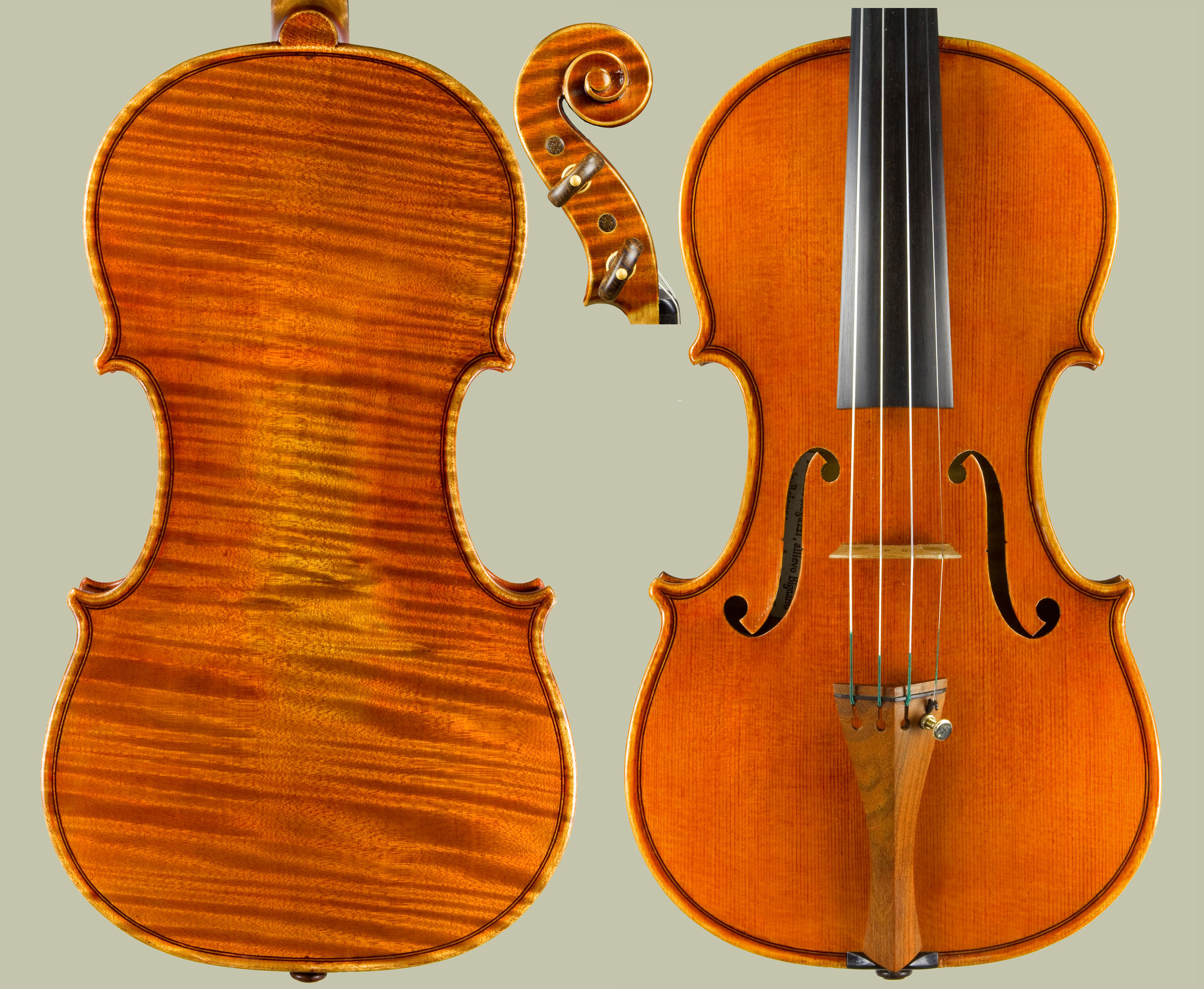
Violons de Roberto Regazzi (2008)

Roberto Regazzi (né à Bologne le 20 août 1956) est un luthier italien renommé, toujours actif dans sa ville natale.

## Biographie
Roberto Regazzi commence à s’intéresser à la lutherie dès son plus jeune âge : à 14 ans, il se passionne déjà pour la création d’instruments de musique.
Plus tard, il devient l’élève d’Otello Bignami (en) et décide d’arrêter ses études en physique à l’université de Bologne afin de se consacrer entièrement à la fabrication de violons. 
Il ouvre son propre atelier en 1979.
Aujourd’hui bien établi, et reconnu mondialement pour la qualité de ses instruments, il a été président de nombreuses organisations spécialisées, entre autres l’Association européenne de luthiers et archetiers d'art.
Ses violons sont un excellent exemple du « pur son italien ». Ils sont particulièrement prisés aux États-Unis, au Japon, en Allemagne, au Mexique, en Espagne et dans de nombreux autres pays.
Au début des années 2000, sa production s’inspire du modèle Guarneri del Gesù à la sonorité riche et pleine. Son travail est également influencé par Ansaldo Poggi et Otello Bignami (en) de l’école bolonaise d’Augusto Pollastri (en).
En 2006, la Chambre de commerce de Bologne lui confère un honneur spécial pour le prestige et le succès rendus à sa ville natale.
Des interprètes de renom ont acquis ses instruments ou se sont mis en liste d’attente, parmi lesquels : Boris Belkin, Franco Mezzena (en), Anne-Sophie Mutter, Ruggiero Ricci, Salvatore Accardo, Uto Ughi, Franco Gulli (it), Joaquín Palomares, Riccardo Brengola et plusieurs autres musiciens.
Ruggiero Ricci a choisi d’enregistrer son dernier disque avec un de ses instruments, CD entièrement consacré à la meilleure lutherie contemporaine.
La bibliothèque de Roberto Regazzi est reconnue comme étant une des collections de livres et de documentation sur la lutherie la plus importante au monde.
Roberto Regazzi est l’auteur de divers essais et a été membre de jurys de nombreux concours de lutherie, incluant le prestigieux concours Henryk Wieniawski, le plus ancien événement de ce genre au monde.